# 남우크라이나 원자력 발전소

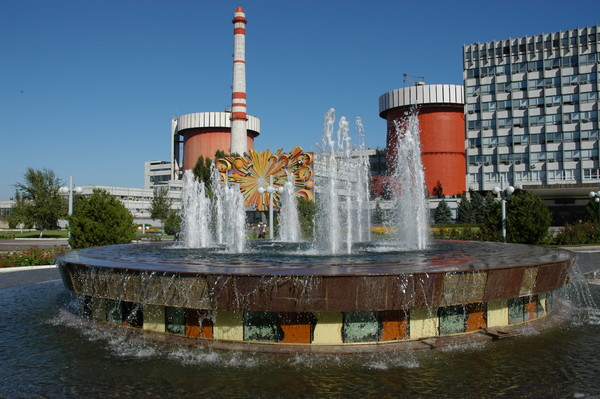

남우크라이나 원자력 발전소(우크라이나어: Південоукраѕнська АЕС, South Ukraine Nuclear Power Plant)는 피브덴노우크라인스크 원자력 발전소로도 알려져 있으며 키이우에서 남쪽으로 약 350km 떨어진 미콜라이우주의 유즈노우크라인스크시 근처에 있는 우크라이나의 원자력 발전소이다. 이는 국내 5개 원전 중 두 번째로 큰 규모다. 이곳은 타쉬릭 양수 발전소 및 올렉산드리브스카 수력 발전소와 함께 남부 우크라이나 에너지 단지의 일부이다.
이 발전소는 3개의 VVER-1000 가압경수로를 보유하고 있으며 순 발전 용량은 2,850메가와트(MW)이다. 2013년 대규모 업그레이드 작업 이후 1호기는 원래 설계 수명인 30년을 넘어서는 10년 라이선스 연장을 받았다. 유사한 확장이 2호기와 3호기에 계획되어 있으며 각각 2015년과 2019년까지 허가를 받는다.
750kV 베트리노–이사케아-유즈누크라인스크 전력선은 발전소에서 루마니아의 이사케아까지 연결되지만 대부분 해체되거나 파손되었다.

## 같이 보기
- 우크라이나